# Innere Gäuhochflächen im Maindreieck
Als Innere Gäuhochflächen im Maindreieck wird die naturräumliche Haupteinheit 134.1 innerhalb der Gäuflächen im Maindreieck (Über-Haupteinheit 134) der Mainfränkischen Platten (Haupteinheitengruppe 13) bezeichnet. Es handelt sich um eine zumeist ebene Hochfläche, die zwischen den Eintiefungen des Maintals im Maindreieck (sogenanntes Mittleres Maintal 133) liegt. Im Norden wird der Naturraum vom Werneinzugsgebiet (134.0) begrenzt, das ebenfalls als Hochfläche jedoch mit einigen Talmulden ausgebildet ist. Im Südwesten ist dem Main noch das Lindelbacher Flugsandgebiet (134.2) vorgelagert, welches andere Bodenzusammensetzungen aufweist. Der Nordwesten wird von Gebieten der Wern-Lauer-Platten (135) beherrscht. Das Gebiet ist gekennzeichnet von den Hochflächen auf Lehm- und Lösslehmböden. Der südliche Teil des Gebietes ist durch mehrere kleinere Mainzuflüsse stärker zerschnitten als die nördliche Gäufläche. Beide naturräumlichen Untereinheiten sind stark der ackerbaulichen Nutzung unterworfen, wobei im Westen des Areals bereits das dichter besiedelte Würzburger Umland beginnt.

## Naturräumliche Gliederung
Die Inneren Gäuhochflächen im Maindreieck gliedern sich naturräumlich wie folgt:
- (zu 134 Gäuflächen im Maindreieck)
  - 134.1 Innere Gäuhochflächen im Maindreieck
    - 134.10 Gäufläche im nördlichen Maindreieck
    - 134.11 Hochflächen im südlichen Maindreieck